# Michael Owens
Michael Owens é um especialista em efeitos especiais norte-americano. Como reconhecimento, foi nomeado ao Oscar 2011 na categoria de Melhores Efeitos Visuais por Hereafter.